# František Smolík
František Smolík, född 23 januari 1891 i Prag, Böhmen, Österrike-Ungern, död 26 januari 1972 i Prag, Tjeckoslovakien, var en tjeckisk skådespelare. Han verkade vid en mängd tjeckiska teaterscener fram till 1934 då han blev fast anställd vid Nationalteatern i Prag där han blev kvar till 1961.
Han medverkade från 1920 till 1968 i över 70 filmer. En av Smolíks kändaste filmroller kom 1960 i filmen Vyssí princip där han spelar en professor som står upp mot Gestapo under ockupationen av Tjeckoslovakien på 1940-talet.

## Filmografi, urval
- 1926 – Den tappre soldaten Svejks äventyr under världskriget
- 1937 – Den vita pesten
- 1938 – Ett syndigt gästabud
- 1948 – När dimmorna viker
- 1952 – Haseks berättelser från den gamla monarkin
- 1959 – Prinsessan med den gyllene stjärnan
- 1960 – Romeo, Julie a tma
- 1960 – Vyšší princip